# Кусов, Артур Таймуразович
Арту́р Таймура́зович Ку́сов (3 мая 1986, Орджоникидзе, СССР) — российский футболист, нападающий.

## Карьера
Профессиональную карьеру начал в 2004 году в клубе «Алания» из Владикавказа, за который играл до 2005 года, проведя за это время 8 матчей в Высшем дивизионе и 47 матчей за дубль, в которых забил 20 мячей. В 2006 году перешёл в «Кубань», в которой, однако, так и не смог пробиться в основной состав, поэтому летом перешёл в СКА из города Ростов-на-Дону, в состав которого был официально заявлен 11 августа и выступал до 2008 года, всего сыграв в 23 матчах, в которых забил 4 гола.
В 2009 году перешёл во владикавказский «Автодор», за который был официально заявлен 2 апреля, в том сезоне провёл 14 матчей, в которых забил 4 гола. В 2010 году пополнил ряды клуба «Беслан-ФАЮР». Затем выступал за «Машук-КМВ».
В 2011 году вернулся в родной Владикавказ, где подписал контракт с «Аланией-Д».

## Личная жизнь
Младший брат другого российского футболиста Алана Кусова.